# Isobel Bennett
Isobel Ida Bennett (Brisbane, Australia, 9 de julio de 1909-Sídney, 12 de enero de 2008) fue una de las biólogas marinas más conocidas de Australia. Ella (con Elizabeth Pope) fue asistente de William John Dakin en la investigación de su libro final, Australian Seashores, considerado por muchos como «la guía definitiva sobre la zona intermareal y una fuente de información recomendada para los buceadores».  Después de la muerte de Dakin en 1950, ella vio el libro hasta su publicación en 1952, y continuó revisándolo y reimprimiéndolo con una revisión completa en 1980 hasta 1992. En ediciones posteriores, fue incluida como coautora, luego primer autor.  También escribió otros nueve libros, y fue una de las primeras mujeres —junto con Susan Ingham, Mary Gillham y Hope Black— para ir al sur con las Expediciones de Investigación Antártica Nacional de Australia (ANARE).

## Biografía
Isobel Ida Bennett nació en Brisbane en 1909, se educó en Somerville House y se trasladó a la edad de 16 años cuando su familia se mudó a Sídney. Asistió a la escuela de negocios y obtuvo empleo en una oficina de patentes y durante cuatro años en la Junta Associated Board of the Royal Schools of Music, se unió al Departamento de Zoología de la Universidad de Sídney en 1933. Desde ese momento hasta 1948, trabajó como secretaria, bibliotecaria, demostradora y asistente de investigación del profesor WJ Dakin, y luego como asistente de investigación del profesor PDF Murray.
Desde 1950 condujo regularmente a los estudiantes a las estaciones de investigación de Heron Island y Lizard Island en la Gran Barrera de Coral e hizo trabajo de campo en las costas de Victoria y Tasmania. En 1959 hizo su primera visita a la isla Macquarie con el barco de ayuda ANARE , y regresó en 1960, 1965 y 1968. De 1959 a 1971, fue Oficial Profesional en la Universidad de Sídney y recibió el primer máster Honorario en Ciencias de la Universidad de Sídney en 1962. Fue profesora asociada temporal en la Universidad de Stanford en 1963, Desde 1950 condujo regularmente a los estudiantes a las estaciones de investigación de Heron Island y Lizard Island en la Gran Barrera de Coral e hizo trabajo de campo en las costas de Victoria y Tasmania. En 1959 hizo su primera visita a la isla Macquarie con el barco de ayuda ANARE , y regresó en 1960, 1965 y 1968. De 1959 a 1971, fue Oficial Profesional en la Universidad de Sídney y recibió el primer máster Honorario en Ciencias de la Universidad de Sídney en 1962. Fue profesora asociada temporal en la Universidad de Stanford en 1963,
Se retiró en 1971, pero siguió siendo una autora e investigadora activa. De 1974 a 1979 trabajó en el Departamento de Pesca de Nueva Gales del Sur y, durante ese tiempo, realizó trabajos de campo y estudios en las plataformas de roca costera en la bahía de Jervis y Ulladulla , y en las costas de la isla de Lord Howe, la isla de Norfolk y la isla de Flinders.
Bennett murió en Sídney a la edad de 98 años. Sus documentos y una colección de alrededor de 500 diapositivas en color que cubren la última edición de Australian Seashores han sido donados a la Biblioteca Nacional de Australia y alrededor de 400 diapositivas más restantes.

## Publicaciones
Además de las ediciones de Australian Seashore, Bennett escribió los siguientes libros:
- On the Seashore  (1969)
- Shores of Macquarie Island (1971)
- The Great Barrier Reef  (1971)
- A Coral Reef Handbook (1978)
- Discovering Lord Howe Island (1979)
- Discovering Norfolk Island (1983)
- Australia's Great Barrier Reef (1987)
- Australia's deepest blue mystery (1932)